# Britannic Asset Management International Championships 2002
Britannic Asset Management International Championships 2002 — жіночий тенісний турнір, що проходив на кортах з трав'яним покриттям Eastbourne Tennis Centre в Істборні (Англія). Належав до турнірів 2-ї категорії в рамках Туру WTA 2002. Відбувсь удвадцятьвосьме і тривав з 17 до 22 червня 2002 року. Несіяна Чанда Рубін здобула титул в одиночному розряді.

## Фінальна частина

### Одиночний розряд
Чанда Рубін —  Анастасія Мискіна 6–1, 6–3
- Для Рубін це був 1-й титул в одиночному розряді за сезон і 4-й — за кар'єру.[1]

### Парний розряд
Ліза Реймонд /  Ренне Стаббс —  Кара Блек /  Олена Лиховцева 6–7(5–7), 7–6(8–6), 6–2
- Для Реймонд це був 7-й титул в парному розряді за сезон і 34-й — за кар'єру.[2] Для Стаббс це був 7-й титул за сезон і 38-й — за кар'єру.[3]